# 猎杀潜航系列
猎杀潜航系列是一款以二次大戰時期為主的潛艇模擬類電腦遊戲集合，自1996年起於個人電腦平臺上推出迄今共發行五代。
《猎杀潜航》的一代作品是由SSI公司开发的，自二代开始由育碧软件开发，是PC平台上主要的潜艇模拟游戏。玩家主要扮演一名潜艇指挥官的角色，操纵自己的潜艇奔波于各大洋之上，寻找并击沉敌方的舰艇。迄今为止共推出五代，每代的画面、场景都有进步。

## 游戏列表

### 猎杀潜航
《猎杀潜航》是猎杀潜航的第一代版本，于1996年4月10日发行，描述的是美国海军潜艇与日本帝国海军水面舰艇作战。在游戏中出现了生涯模式里在日军军港中撤退后军舰无限循环出现的Bug。

### 猎杀潜航II
《猎杀潜航II》是猎杀潜航的第二代版本，于2001年发行，时间锁定在1939-1945年间德国海军潜艇部队的经历。没有自由巡航的生涯模式，其生涯模式是由一连串的指派任务组成的。增加了3D画面和外视角。但总体反应是各代中最平淡的。

### 猎杀潜航III
《猎杀潜航III》于2005年3月15日发行，时间基于二代相同的历史背景，但细节、画面完全革新。就目前来看，也是非常出色的画面设计。自由度非常大。玩家可以自行巡航，感受大海的寬闊自由度，並可以利用變換時間尺度，縮短航行的時間。攻擊推算程序也可以設為手動或自動，以降低真實攻擊的複雜度，適合一般玩家。

### 猎杀潜航4：太平洋海狼
《猎杀潜航4：太平洋海狼》于2007年发行。

#### 猎杀潜航4：太平洋海狼 - U型潜艇任务
《猎杀潜航4：太平洋海狼-U型潜艇任务》于2008年发行。以德国纳粹潜艇在印度洋的战斗为蓝本，全新引入战略内容设定，并有全新潜艇供玩家选择，以战争史上真实人物创造的游戏角色。

### 猎杀潜航5：大西洋战役
《猎杀潜航5：大西洋战役》于2010年发行。在本系列第一次，玩家能夠在潛艇中走动，观看潛艇中每一個细節（例如：魚雷裝填的情況）

## 外部連結
- 獵殺潛航3 官方網站 （页面存档备份，存于）
- 獵殺潛航4 官方網站 （页面存档备份，存于）